# جاربارنيا كراكوف
جاربارنيا كراكوف (بالبولندية: Garbarnia Kraków)‏ هو نادي كرة قدم بولندي تأسس في 1921 ، يقع مقره الرئيسي في كراكوف، ويلعب في الدوري البولندي الدرجة الثالثة ‏.

## وصلات خارجية
- الموقع الرسمي